# Balthasar Gebhard von Obelitz
Balthasar Gebhard von Obelitz (6. august 1728 i København – 15. marts 1806) var en dansk jurist.
Hans fader var major Balthasar von Obelitz., moderen hed Anna Margrethe født Lindner. 1744 blev han dimitteret fra Roskilde Katedralskole og var som student en tid alumnus på Valkendorfs Kollegium. Efter at have taget juridisk eksamen 1749 blev han 1753 vikar til at læse og disputere for den daværende qvæstor universitatis Henrik Stampe, der var en ven af hans fader, og hvis betydningsfulde støtte han i den i anledning af hans doktorpromotion udgivne selvbiografi mindes med taknemmelighed.
Efter i 1754 at være blevet professor juris et philosophiæ designatus blev han det følgende år doctor juris og 1759 ordentlig professor i lovkyndighed. Han blev 1762 virkelig justitsråd, 1770 etatsråd, 1772 medlem af "Kommisionen til at kende og dømme ang. ægteskabets ophævelse mellem Christian den 7. og Caroline Mathilde", 1776 virk. etatsråd, 1778-79 rektor ved Universitetet, 1779 ekstraordinær assessor i Højesteret og 1781 konferensråd. Han døde 15. marts 1806, efter i mange år at have været blind.
Han var 2 gange gift: 1. (1762) med Louise Charlotte født Langhorn (død 1763), en datter af oberstløjtnant og Kommandant M. L. på Rosenborg, 2. (1769) med Christiane Birgitte født Gaarder (død 1814), datter af kaptajn Poul Gaarder.
De litterære vidnesbyrd, Obelitz har efterladt sig, er ikke talrige. De indskrænker sig væsentlig til 3 disputationer om kaution (de fidejussione, 1746-53), som han efter datidens skik forsvarede i auditoriet på det kollegium, hvor han boede, samt hans doktordisputats, der behandlede spørgsmålet om vanhjemmel (De evictione jure naturali pariter ae Danico præstanda, nec non de eo, qvod jure patrio "Uhjemmelt" vocatur).
Obelitz har opnået en vis navnkundighed i den almindelige litteratur ved sit kollegium over de 30 Samvittigheder, hvorover Jens Baggesen harcelerer i Forfatterens Liv og Levned, men hvorom dog intet pålideligt lader sig oplyse.
I sine disputatser og i sine forelæsninger, hvoraf der findes et håndskrevet eksemplar på det Kongelige Bibliotek, viser han sig vel i sin form og udtryksmåde stærkt naturretlig påvirket, ligesom han overhovedet tillægger Romerretten den overvejende vægt, men han mangler ingenlunde sund kritisk sans og blik for den nationale rets betydning, i det han endogså søger ad retshistorisk vej at belyse denne nærmere; også en efterladt akademisk tale bærer vidnesbyrd herom.
Alt i alt synes han således vel at fortjene de lovord, som hans samtid gav hans virksomhed som jurist. Således roser Jacob Baden den nidkærhed, han viste i sin docentvirksomhed, i det han i 7 år var den eneste juridiske professor, der holdt forelæsninger, og den iver, hvormed han særlig tog sig af trængende juridiske studerende.